# Médard des Groseilliers
Médard Chouart des Groseilliers (Taufe 1618; † zwischen 1695 und 1698) war ein französischer Waldläufer und Pelzhändler.

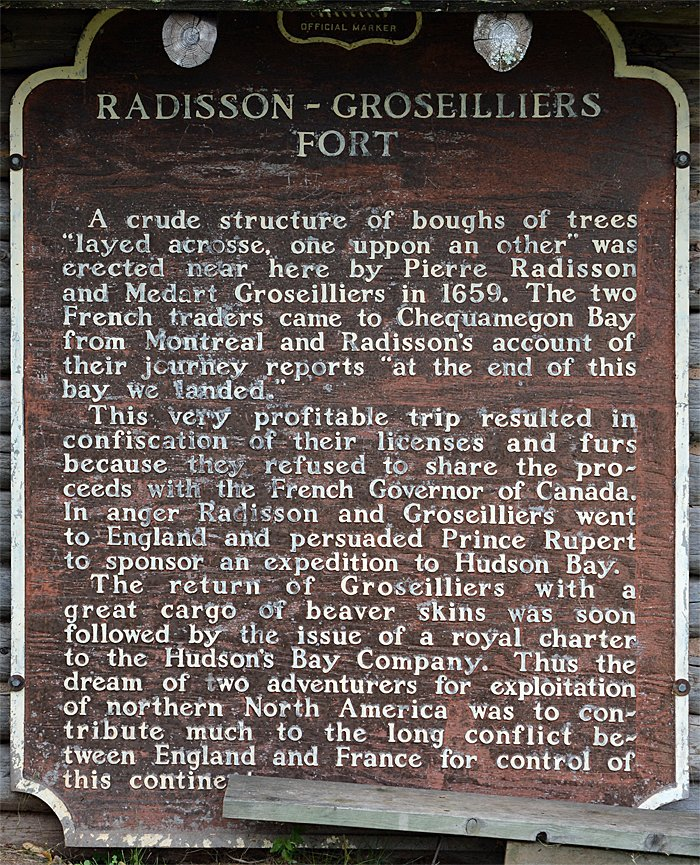
Historische Hinweistafel in Ashland, Wisconsin

Des Groseilliers war in den 1640ern im Auftrag von jesuitischen Missionaren rund um den Huronsee unterwegs. 1654–56 erkundete er den Norden des heutigen Ontario und erfuhr von den Indianern von den reichhaltigen Pelztiergebieten im Nordwesten des Oberen Sees. Daher machte er sich 1659 mit seinem Schwager Pierre-Esprit Radisson dorthin auf und kehrte mit tausenden von Fellen zurück. Diese wurden aber von der französischen Verwaltung beschlagnahmt und die beiden Waldläufer wurden wegen „Pelzhandels ohne Lizenz“ verhaftet.
1669 wandten sie sich daher an die Engländer und führten für diese das Schiff Nonsuch auf dem Seeweg in die Hudson Bay, von wo aus man die Jagdgebiete erreichen konnte. Damit hatten sie einen Weg gefunden, um das französisch beherrschte Gebiet zu umfahren. Sie gründeten an der Küste einen ersten Stützpunkt und starteten die Jagd auf Pelztiere und den Handel. Dieser Erfolg veranlasste die Engländer zur Gründung der Hudson’s Bay Company.
Sowohl Radisson als auch des Groseilliers wurden von den Franzosen als Verräter verfolgt. Trotzdem war es Groseilliers möglich, nach Neufrankreich zurückzukehren, wo er später einige Überfälle auf Handelsposten der Hudson’s Bay Company anführte. Des Groseilliers starb nach 1695, möglicherweise in der Gegend von Sorel-Tracy in Neufrankreich.